# Очеретянка світлоброва
Очеретя́нка світлоброва (Acrocephalus gracilirostris) — вид горобцеподібних птахів родини очеретянкових (Acrocephalidae). Мешкає в Африці на південь від Сахари.

## Опис
Довжина птаха становить 14-16 см, вага 20 г.  Верхня частина тіла коричнева, голова і шия більш темні, сіруваті. Нижня частина тіла білувата. Боки мають рудуватий відтінок. Обличчя і скроні сіруваті, над очима світлі "брови". Очі темно-карі, дзьоб чорнуватий або роговий, знизу біля основи жовтуватий, лапи сизі. Виду не притаманний статевий диморфізм. У молодих птахів забарвлення більш охристе. 

## Підвиди
Виділяють вісім підвидів:

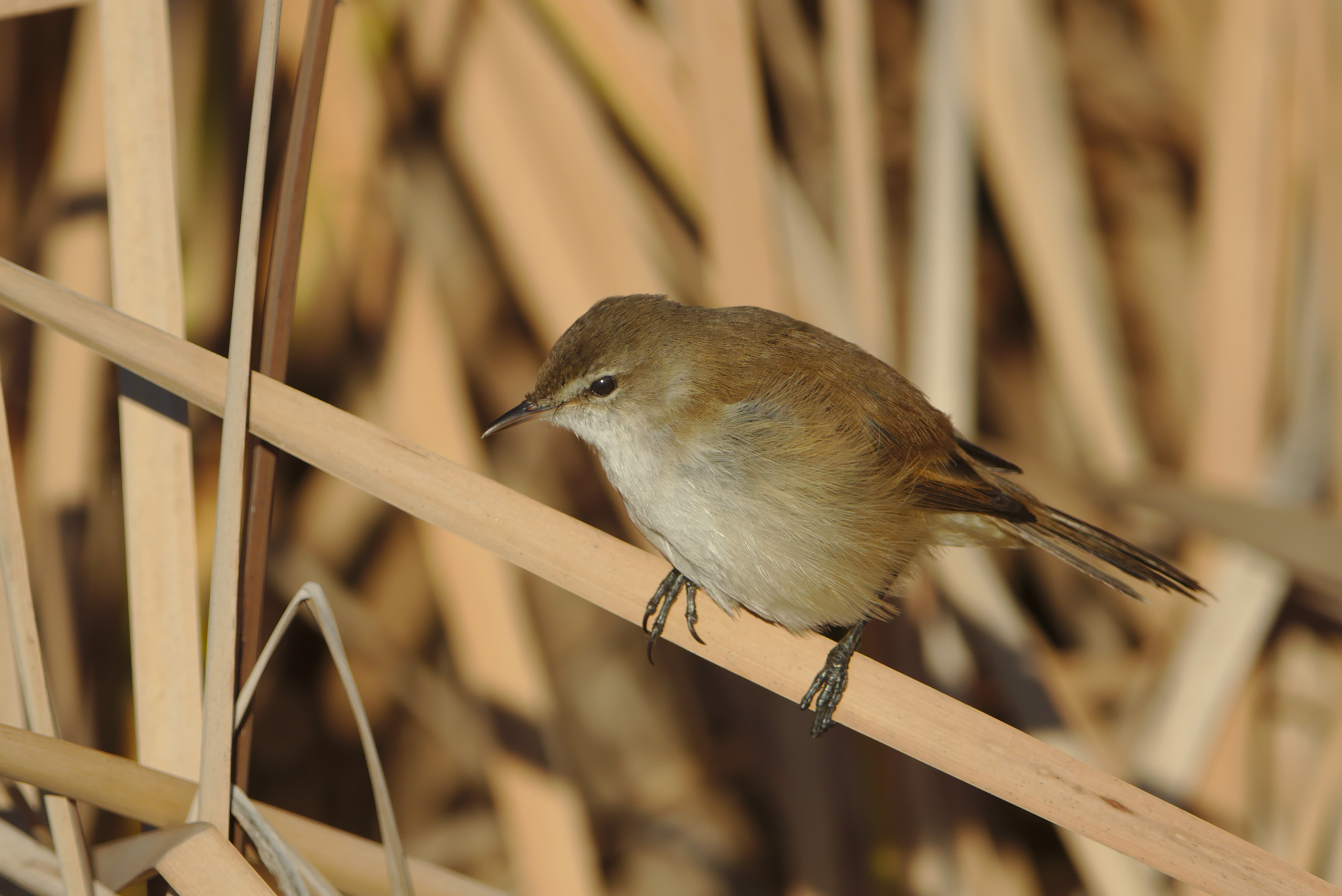
Світлоброва очеретянка

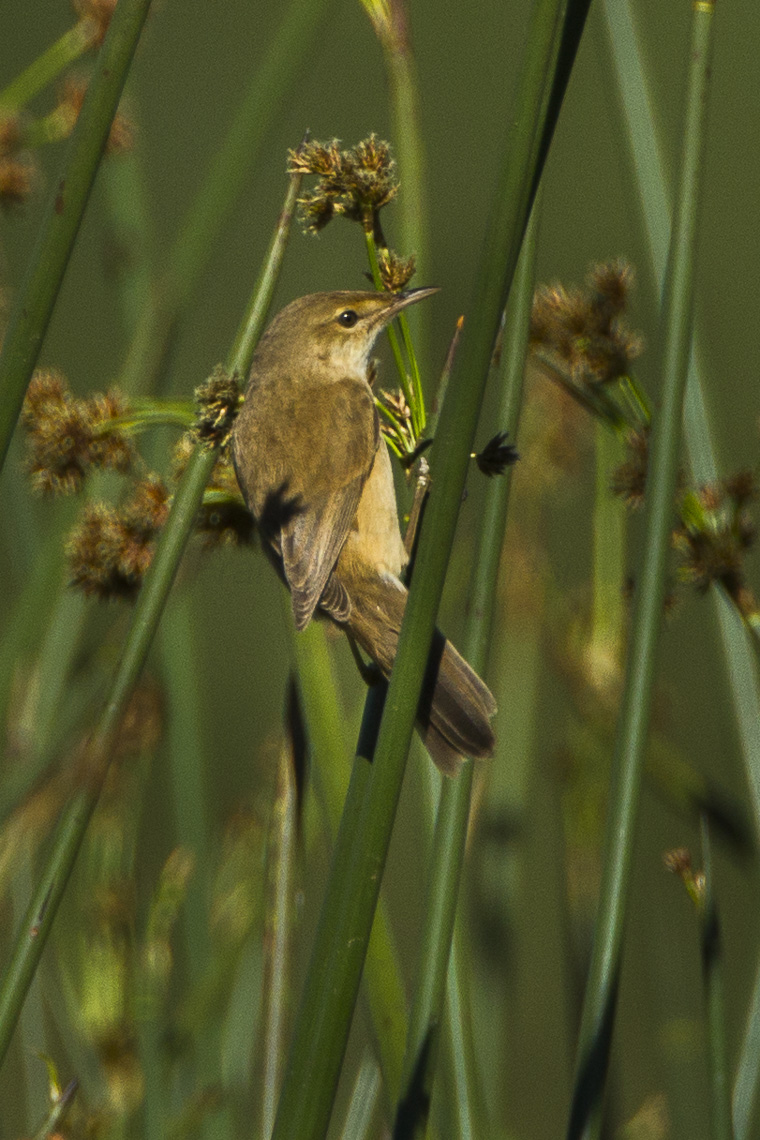
Світлоброва очеретянка

- A. g. neglectus (Alexander, 1908) — західний Чад (озеро Чад);
- A. g. tsanae (Bannerman, 1937) — північно-західна Ефіопія (озеро Тана);
- A. g. jacksoni (Neumann, 1901) — від долини Білого Нілу в Південному Судані і Уганди до північного сходу ДР Конго і західної Кенії;
- A. g. parvus (Fischer, GA & Reichenow, 1884) — від високогір'їв на південному сході Ефіопії до північної Танзанії, Руанди і Бурунді;
- A. g. leptorhynchus (Reichenow, 1879) — від східної Ефіопії, південного Сомалі і південно-східної Кенії до південного сходу ДР Конго, південного сходу Замбії, північного Зімбабве і Малаві, на островах Занзібарського архіпелагу;
- A. g. winterbottomi (White, CMN, 1947) — від північної і північно-західної Замбії до східної Анголи і південно-західної Танзанії;
- A. g. cunenensis (Hartert, E, 1903) — від південно-західної Анголи до північної Намібії, північної Ботсвани, південно-західної Замбії і західного Зімбабве;
- A. g. gracilirostris (Hartlaub, 1864) — від південно-східного Зімбабве до південного Мозамбіку і півдня ПАР.

## Поширення і екологія
Світлоброві очеретянки поширені від Південного Судану і Ефіопії до Південно-Африканської Республіки, а також в Чаді і Нігерії. Вони живуть на болотах, на берегах річок і озер, в заростях очерету, папірусу і рогозу. Зустрічаються переважно на висоті до 1500 м над рівнем моря, місцями на висоті до 2500 м над рівнем моря. Живляться комахами і дрібними жабками, яких шукають в очереті. Сезон розмноження в Кенії і Танзанії триває з березня по грудень, в Малаві з січня по серпень, в Замбії з лютого по серпень, в Зімбабве з серпня по травень, в Ботсвані і ПАР з серпня по лютий. Світлоброві очеретянки є територіальними, моногамними птахами. Гніздо глибоке, конусоподібне, робиться з сухої трави і очерету, прикріпляються до стебел очерету на висоті 20-180 см над водою. В кладці 2-3 яйця, насиджують і самиці, і самці